# Памятник рабочим и служащим комбината «Криворожсталь»

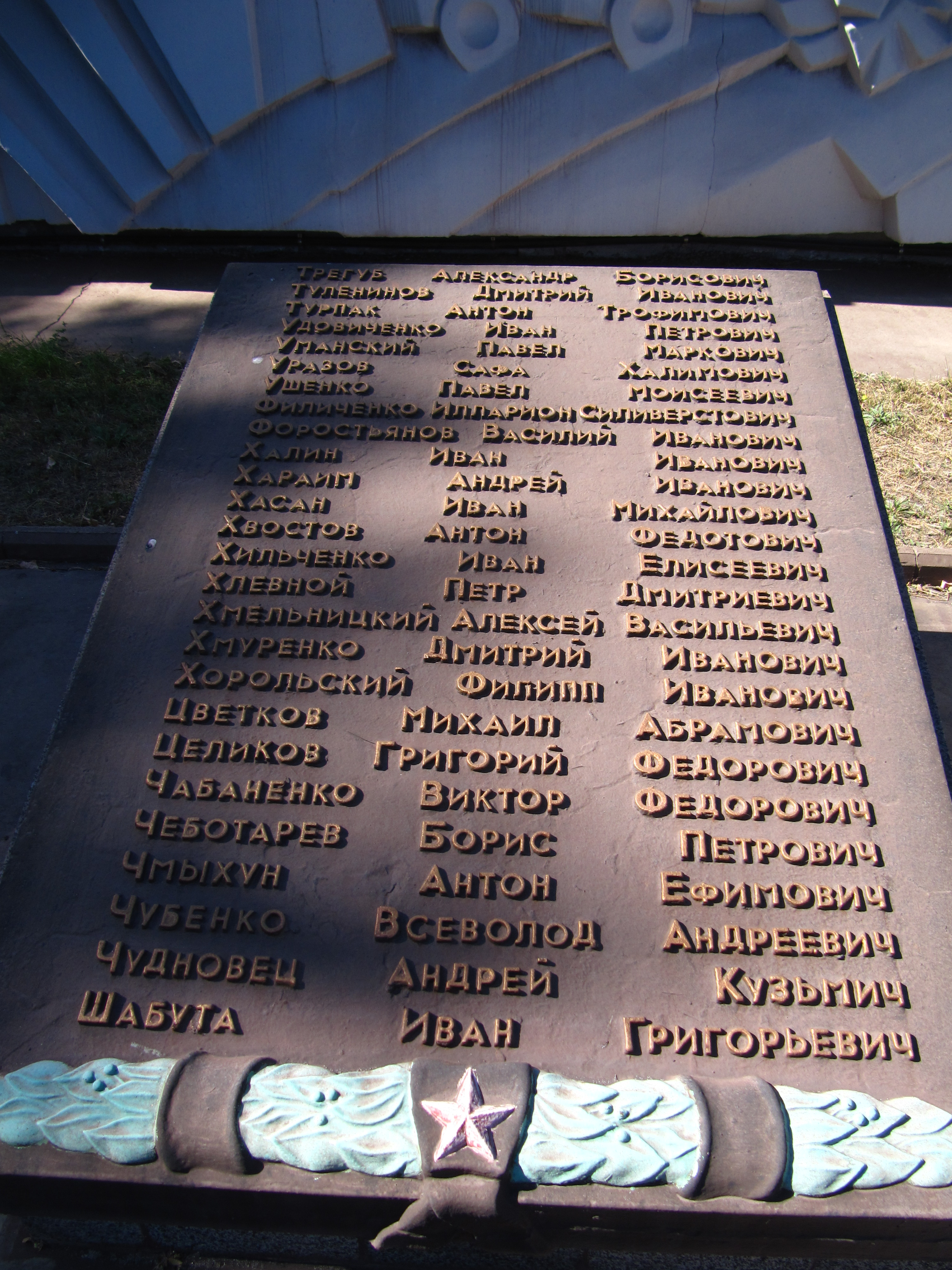
Имена погибших, среди которых Чубенко, Всеволод Андреевич

Памятник рабочим и служащим комбината «Криворожсталь», павшим на фронтах Великой Отечественной войны 1941—1945 гг. — памятник Великой отечественной войны в Металлургическом районе города Кривой Рог Днепропетровской области.

## История
Около одной тысячи рабочих и служащих завода «Криворожсталь» принимали участие в Великой Отечественной войне.
8 мая 1985 года установлен на территории завода и торжественно открыт памятник воинам-заводчанам.
19 ноября 1990 года, решением № 424 Днепропетровского облисполкома, памятник был взят на учёт с охранным номером 6309.

## Характеристика
Расположен в Металлургическом районе по улице Криворожстали 1.
Элементы памятника отлиты в фасонно-литейном цехе бригадой М. П. Репникова.
Памятник состоит из квадратной в плане железобетонной колонны 2,2×2,2 м, высотой 17 м. В верхней части находится чугунный крашеный в чёрный флаг со звездой, обвивающий колонну. У подножья — скульптурная композиция из четырёх объёмных фигур высотой 5 м: два воина в касках стоят в символических плащах-палатках, у одного в руке автомат; рядом металлург, у их ног склонился на колени раненый воин. Пьедестал состоит из 5 ярусов: два нижних размерами 14,35×14,35 м и 12×12 м имеют по три ступени, три верхних в виде блоков, поставленных друг на друга, размерами 9,6×9,6×0,74 м; 8,44×8,44×0,56 м; 6.2×5,6×0,92 м. Все облицованы полированными гранитными плитками.
Вечный огонь облицован гранитными плитками на специальном блоке встроенном на уровне 3—4 блоков размерами 3,02×3,02×1,2 м. Сверху размещена газовая горелка, закрытая декоративной чугунной квадратной решеткой, 1,18×1,18 м, внутри которой дубовый венок и вписанная в него объемная пятиконечная звезда.
Декоративная бетонная стена, окружающая мемориальный комплекс с трёх сторон, состоит из пяти частей: 
1. Первая справа от колонны, размеры 11,85×2,3 м. Рельефно изображена двухстрочная надпись на русском языке: «НИКТО НЕ ЗАБЫТ, / НИЧТО НЕ ЗАБЫТО» и дата «1945».
2. Вторая часть проходит позади первой, постамента и третьей части. Высота 2,5 м. Облицована серым полированным гранитом.
3. Третья часть размерами 27,25×2,3×0,53 м. Рельефно изображены машины, колосья, флаги. Справа выполнена объёмная 3-строчная надпись на русском языке: «ВЕЧНАЯ СЛАВА ПАВШИМ / В БОРЬБЕ / С ФАШИЗМОМ».
4. Четвёртая часть стены расположена перпендикулярно третьей на расстоянии 4,6 м, размеры 74,5×2,5×0,56 м. Рельефно изображена боевая техника в бою. В угловой нише размерами 14,5×3,55 м рельефная дата «1945».
5. Пятая часть расположена напротив обелиска, перпендикулярно четвертой, состоящая из бетонных плит без изображений.

Памятные прямоугольные чугунные плиты размерами 1,7×1,2×0,05 м, на которые объёмными буквами нанесены имена погибших заводчан. Внизу каждой плиты — горизонтальный рельефный венок из дубовых листьев, лента и звезда. Восемнадцать облицованных серым гранитом постаментов размерами 1,56×1,3 м, со скошенным верхом, высотой 0,48—0,85 м, расположены двумя группами.